# شيكو غارسيا
شيكو غارسيا (بالإسبانية: Chico García) هو لاعب كرة قاعدة مكسيكي، ولد في 24 ديسمبر 1924 في مدينة فيراكروز في المكسيك، وتوفي في 17 أغسطس 2007 في مونتيري في المكسيك.

## وصلات خارجية
- شيكو غارسيا على موقعبيزبول رفرنس.كوم (الدوري الرئيسي) (الإنجليزية)
- شيكو غارسيا على موقعبيزبول رفرنس.كوم (الدوري الثانوي) (الإنجليزية)